# Lorelei Sebasto Cha
 (mai 2021).
Si vous disposez d'ouvrages ou d'articles de référence ou si vous connaissez des sites web de qualité traitant du thème abordé ici, merci de compléter l'article en donnant les références utiles à sa vérifiabilité et en les liant à la section « Notes et références ».
Pistes de Soleil cherche futur
Soleil cherche futur Autoroutes jeudi d'automne
Lorelei Sebasto Cha est une chanson composée par Hubert-Félix Thiéfaine pour les paroles et Claude Mairet pour la musique. Elle est sortie en single promotionnel, puis sur l'album Soleil cherche futur en 1982.
Cette chanson est une des plus populaires du répertoire d'Hubert-Félix Thiéfaine. 
Selon les dires de Hubert-Félix Thiéfaine, le Sebasto du titre fait référence au boulevard Sébastopol à Paris.  

## Thème abordé
Hubert-Félix Thiéfaine semble vouloir prendre le contre-pied de la légende de la Lorelei (Heinrich Heine, Guillaume Apollinaire, etc.) en la mettant en scène dans la chair d'une prostituée. Loin du Romantisme allemand ou de la mythologie grecque antique, les charmes de la sirène Lorelei opèrent toujours, mais de façon beaucoup plus prosaïque. Il ne s'agit plus d'entraîner le marin ébloui dans sa propre perdition, mais au contraire, d'y partager cette fois-ci les plaisirs charnels et peut-être même une forme de salut pour ces deux âmes solitaires à la dérive. L'auteur propose alors une Lorelei réaliste ancrée dans une réalité crue, contemporaine, dans une fin de millénaire où le désenchantement de la culture populaire se dérobe face aux rêves individuels et éclatés.

## Reprise
- En 2002, elle est reprise par Tryo et Tarace Boulba sur l'album hommage Les Fils du coupeur de joints